# هيذر واتسون
هيذر واتسون (بالإنجليزية: Heather Watson)‏ مواليد 19 مايو 1992 في سان بيتر بورت، هي لاعبة كرة مضرب بريطانية بدأت مسيرتها كمحترفة سنة 2010 تلعب باليد اليمنى وتحتل حالياً المرتبة رقم. 84 (8 فبراير 2016) في تصنيف رابطة محترفات كرة المضرب. هي إحدى بطلات الجراند سلام. أعلى تصنيف لها في الفردي كان المركز الـ 38 في سنة 2015. شاركت في دورة الألعاب الأولمبية الصيفية.

## الخط الزمني للأداء

### دورات الجراند سلام

#### الفردي
مفتاح
| ف | ن | ن.ن | ر.ن | د# | د.م | ل | أ.أ | ت | غ | ب | ف | ذ | م.خ | ل.ت |

(ف) فاز بالبطولة (ن) وصل النهائي (ن.ن) نصف النهائي (ر.ن) ربع النهائي (د#) الأدوار الأربعة الأولى (د.م) دور المجموعات (ل) شارك في كأس ديفيز (أ.أ) خرج من الأدوار الاولى (ت) خسر التصفيات التأهيلية (غ) غاب عن الحدث أو البطولة (ب) حصل على ميدالية برونزية (ف) حصل على ميدالية فضية (ذ) حصل على ميدالية ذهبية (م.خ) بطولة الماسترز خُفضت إلى مرتبة أقل (ل.ت) البطولة لم تعقد في السنة المعينة.
لتجنب الارتباك وازدواجية الحساب، يتم تحديث هذه المعلومات إما في نهاية البطولة، أو عندما تكون مشاركة اللاعب في البطولة قد انتهت.
| الدورة                        | 2010 | 2011 | 2012 | 2013 | 2014 | 2015 | 2016 | م.ف    | ف-خ   |  |
| ----------------------------- | ---- | ---- | ---- | ---- | ---- | ---- | ---- | ------ | ----- |  |
| بطولة أستراليا المفتوحة للتنس | غ    | ت2   | د1   | د3   | د1   | د1   | د1   | 0 / 5  | 2–5   |  |
| دورة رولان غاروس الدولية      | غ    | د2   | د2   | د1   | د2   | د2   |      | 0 / 5  | 4–5   |  |
| بطولة ويمبلدون                | د1   | د1   | د3   | د1   | د2   | د3   |      | 0 / 5  | 5–6   |  |
| أمريكا المفتوحة               | ت1   | د1   | د1   | د1   | د1   | د1   |      | 0 / 5  | 0–5   |  |
| فوز-خسارة                     | 0–1  | 1–3  | 3–4  | 2–4  | 2–4  | 3–4  | 0–1  | 0 / 20 | 11–21 |  |

## وصلات خارجية
- هيذر واتسون على موقع رابطة محترفات التنس (الإنجليزية)
- هيذر واتسون على موقع الاتحاد الدولي لكرة المضرب (الإنجليزية)
- هيذر واتسون على موقع كأس بيلي جين كينغ (الإنجليزية)
- هيذر واتسون على موقع بطولة ويمبلدون (الإنجليزية)
- هيذر واتسون على موقع خلاصة التنس.كوم (الإنجليزية)
- هيذر واتسون على موقع إي إس بي إن.كوم (الإنجليزية)
- هيذر واتسون على موقع اللجنة الأولمبية الدولية (الإنجليزية)
- هيذر واتسون على موقع أوليمبيديا (الإنجليزية)
- هيذر واتسون على موقع اللجنة الأولمبية البريطانية (الإنجليزية)
- هيذر واتسون على موقع اتحاد ألعاب الكومنولث (مؤرشف) (الإنجليزية)

- الموقع الرسمي